# 最後の誘惑
『最後の誘惑』（さいごのゆうわく、原題 The Last Temptation of Christ）は、マーティン・スコセッシ監督による1988年のアメリカ映画。原作はニコス・カザンザキスの小説『キリスト最後のこころみ』（原題は同じ）である。イエス・キリストを悩める人間として、ユダの裏切りを神の使命として描き、物議を醸した作品である。

## キャスト
- ウィレム・デフォー：イエス・キリスト
- ハーヴェイ・カイテル：使徒ユダ
- バーバラ・ハーシー：マグダラのマリア
- ベルナ・ブルーム：聖母マリア
- デヴィッド・ボウイ：ピラト総督
- アンドレ・グレゴリー：洗礼者ヨハネ
- ヴィクター・アルゴ：使徒ペテロ
- ハリー・ディーン・スタントン：サウロ、後の使徒パウロ
- マイケル・ビーン：使徒ヨハネ
- ジョン・ルーリー：使徒ヤコブ

## 製作
撮影はモロッコにて1987年9月17日から62日間にわたって行われた。スコセッシは数年をかけて様々な聖書考古学文献を研究し、レンブラント、ボッシュなどの絵画を参考にしたと言われている。マリアの刺青もその1つで、スコセッシ自身が探してきた資料に基づいている。 

サウンドトラックは、ピーター・ガブリエルにより作成され、『パッション』のタイトルでリリースされた。

## 論争
その表題は、十字架に架けられたキリストが、マグダラのマリアとの結婚から多くの子どもをもうけ、最期は普通の人間として死ぬという誘惑があったという解釈に由来する。幾つものキリスト教関連団体から抗議の声があがり、上映反対運動も巻き起こった。